# Little Elvis Rock ’n’ Roll – immer toll
Little ElvisRock ’n’ Roll – immer toll ist eine französisch-australische Zeichentrickserie, die zwischen 1997 und 1998 produziert wurde.

## Handlung
Little Elvis will nicht mehr immer nur die Pop-Ikone Elvis Presley spielen und imitieren. Daher gründet er zusammen mit der hochbegabten Schlagzeugerin Janet die Band „Die Truckstoppers“. Durch den Erfolg ihrer Band können sie den Verkauf ihrer Stadt Wannapoo an den Milliardär Edward John Moore verhindern.

## Produktion und Veröffentlichung
Die Serie wurde zwischen 1997 und 1998 in Frankreich produziert. Dabei sind 2 Staffeln mit 26 Folgen entstanden. Die zuständigen Produktionsfirmen sind France Animation und die Australian Children’s Television Foundation.
Im deutschsprachigen Raum wurde die Serie erstmals auf K-Toon und später auch auf Junior und Fix & Foxi ausgestrahlt.

## Episodenliste

### Staffel 1
| Folge (gesamt) | Folge (Staffel) | deutscher Titel                 | englischer Titel                   |
| 1              | 01              | Vom Rock ’n’ Roll die Nase voll | Caught In A Trap                   |
| 2              | 02              | Keine Chance für Edward John    | Boggled                            |
| 3              | 03              | Der verpatzte Elternabend       | Li’l Memphis P.T.D.                |
| 4              | 04              | Stars auf Abwegen               | Wandering Star                     |
| 5              | 05              | Der ungeliebte Geburtstag       | I Hate My Own Birthday             |
| 6              | 06              | Der Fußballheld                 | You Can’t Buy The Playground       |
| 7              | 07              | Im Filmfieber                   | Goondianna Smith, The Wonder Years |
| 8              | 08              | Die Seeaffen-Kolonie            | Monkey Sea, Monkey Do              |
| 9              | 09              | Helden und Teddys               | Bearing All                        |
| 10             | 10              | Ein Hundeleben                  | It’s A Dog’s Life                  |
| 11             | 11              | Falsche Freiheit                | D.I.V.O.R.C.E.                     |
| 12             | 12              | Duncans Geheimnis               | Duncan’s Bit Day Out               |
| 13             | 13              | Ein Dad zuviel                  | Fun In Apocalypso Now              |

### Staffel 2
| Folge (gesamt) | Folge (Staffel) | deutscher Titel                     | englischer Titel                |
| 14             | 01              | Der falsche Retter                  | Kidnapped                       |
| 15             | 02              | Dickmadame Doris                    | Good Boy, Cruel World           |
| 16             | 03              | Verschollen im All                  | Space Junk                      |
| 17             | 04              | Rock ’n’ Roll aus der Retorte       | RoboPop                         |
| 18             | 05              | Flipper, Frösche, Freizeitspaß      | Hopping Mad                     |
| 19             | 06              | Tohuwabohu im Zirkuszelt            | Big Top Brouhaha – Haha         |
| 20             | 07              | Milliardär trifft Billionär         | Billionairiosis                 |
| 21             | 08              | Die verhexte Starkarte              | Cardaholic                      |
| 22             | 09              | Die kleine Hellseherin              | Know All                        |
| 23             | 10              | Das geheiligte Taschentuch des King | The Good, The Bad And The Hanky |
| 24             | 11              | Die Bretter, die das Geld bedeuten  | Schmiko                         |
| 25             | 12              | Ausbeuter ohne Beute                | Minors In The Mine              |
| 26             | 13              | Wer andern eine Grube gräbt         | The Meanie From Down Under      |